# ホセ・モレノ・ヘルナンデス
ホセ・モレノ・ヘルナンデス（José Moreno Hernández、1962年8月7日 - ）は、メキシコ系アメリカ人の技術者、アメリカ航空宇宙局の宇宙飛行士である。2009年のスペースシャトル・ディスカバリー号のミッションに参加した。

## 来歴

### 子供時代〜NASAに入るまで
1962年8月7日、カリフォルニア州フレンチキャンプで4人兄弟の末っ子に生まれた。両親はメキシコミチョアカン州からアメリカに移民した農業従事者で、収穫期に合わせて3月から11月頃はカリフォルニア州ストックトンで過ごし、残りはメキシコで過ごすという子供時代を送った。
小学2年生のとき、担任のミス.ヤングが自宅を訪れ、子供たちの教育を優先して欲しいと両親を説得したのをきっかけにストックトンに定住することになった。英語を話せるようになったのは12歳の頃だった。
地元のフランクリン高校から奨学金制度を利用してパシフィック大学に進学し、電子工学の理学士号を取得。さらにカリフォルニア大学で修士号を取得した。その後ローレンス・リバモア国立研究所に入所し、1990年から11年間勤務した。ここではデジタルマンモグラフィシステムの開発に携わり乳ガンの早期発見に貢献した。

### NASA時代
2001年、12通目の応募願書が受け入れられNASAの採用が決まった。テキサス州ヒューストンにあるジョンソン宇宙センターに配属され、材料工学部門の責任者として勤務した。2003年に起きたSTS-107コロンビア号の空中分解事故のあと主任研究員として事故調査チームに参加した。
2004年5月、宇宙飛行士の候補生に選抜され、翌年2月までに初期訓練課程を修了。その後ケネディ宇宙センターに配属された。2007年に行なわれたNEEMO12ミッションに参加し、海底実験施設「アクエリアス」で11日間生活した。
2008年7月15日、STS-128ミッションのミッションスペシャリスト（搭乗運用技術者）に選ばれた。彼が搭乗するスペースシャトル・ディスカバリー号は2009年8月28日に打ち上げられ、国際宇宙ステーションISSに補給物資を運んだ。宇宙には13日と20時間54分滞在し地球を127周した。9月11日午後5時53分（太平洋標準時）、カリフォルニア州のエドワーズ空軍基地に着陸した。

### NASA引退後
ミッションを終えてワシントンD.C.のNASA本部で2年間勤務したあとNASAを引退。カリフォルニア州に戻りストックトン近郊のローダイに新居を構え、近くの20エーカーのブドウ畑を購入して父親と一緒に経営を始めた。
2011年9月にオバマ大統領の勧めで下院議員選挙へ出馬したが現職のジェフ・デナム下院議員に敗れた。2012年、カリフォルニア大学理事会の理事に任命され、同じ年にストックトンにティエラルナ・エンジニアリングLLCを設立した。2021年からはティエラ ルナ・セラーズというブランドのワインの販売を始めている。（ティエラ ルナは地球と月のこと）

## 家庭
妻のアデラとは1992年に結婚した。アデラの両親もメキシコのミチョアカン州出身の移民労働者で、彼女も11歳頃まで英語が話せなかった。
ホセがNASAに勤務していた頃の2007年から、アデラはジョンソン宇宙センターから西に2.5キロほどにあるストリップモール（ヒューストン17062サターンレーン沿い）に、「ティエラ ルナ・メキシカングリル」というメキシコ料理レストランを経営していた。店は4年で閉店したが、NASAを引退したらカリフォルニアに戻る予定でいたので最初から5年間の賃貸契約だった。
2人の間にはフリオ、カリーナ、バネッサ、マリソル、アントニオの5人の子供がいる。

## 受賞
- ヒスパニックエンジニア全米業績賞、卓越した技術貢献（1995年）

- メキシコ系アメリカ人技術者・科学者協会(MAES)、専門家および地域貢献に対するメダラ・デ・オロ賞(1999年)

- 米国エネルギー省 優秀業績表彰（2000年）

- ローレンス・リバモア国立研究所 優秀技術者賞（2001年）

- NASA功労賞（2002年、2003年）

- パシフィック大学名誉理工学博士（2006年）

- ヒスパニックヒーロー賞（2016年）

## 出版物
- "Reaching for the Stars"（2012年）

- "The Boy Who Touched the Stars" (2019年)

- "From Farm Worker To Astronaut" (2019年）

## 映画化
「ミリオン・マイルズ・アウェイ 遠き宇宙への旅路」"A Million Miles Away"　(2023年9月にAmazon Prime Videoで配信） 
主人公ホセ・ヘルナンデスをマイケル・ペーニャが演じた。映画の中でヘルナンデスは、ロケットに乗り込むヘルナンデス(ペーニャ)のヘルメットを点検する技術スタッフの役を演じている。 